# Kungsängen
Kungsängen é uma pequena cidade sueca na província histórica da Uppland.
Tem cerca de 9 382 habitantes, e é a sede do município de Upplands-Bro, pertencente ao condado de Estocolmo, situado no centro da Suécia.
Está situada a 20 km a noroeste de Estocolmo.